# 此情此刻
《此情此刻》（英語：The Moment），是一部2016年香港電影，獲香港電影發展基金參與融資。由黃國輝 (導演)負責執導，林家棟、潘燦良、陳靜、關楚耀、孫耀威、江嘉敏、郭偉亮、葉佩雯領銜主演。

## 故事大綱
《此情此刻》描述四段關係: 面臨分手又難離難捨的愛侶、兩個因誤會十年不見的好友、久別再遇的父女、以及逃避長大的女生；由一間舊式照相館把故事串連在一起。
不同人物不同故事，因著不同經歷而有不同感悟，但都指向我們對這城的感覺。
是他是她，也是你和我。

## 演員
| 演員   | 角色    | 關係/暱稱                    |
| 林家棟 | 陳家輝  | 攝影師 李志堅之好友 陳初之子 |
| 潘燦良 | 李志堅  | 陳家輝之好友                 |
| 陳 靜  | 王 穎   | 演員 胡迪軒之女友            |
| 關楚耀 | 胡迪軒  | 演員 王穎之男友              |
| 孫耀威 | 楊天樂  | 梁嘉敏之父 梁慧儀之前男友    |
| 江嘉敏 | 梁嘉敏  | 楊天樂、梁慧儀之女           |
| 郭偉亮 | 余偉文  | 羅望月之男友                 |
| 葉佩雯 | 羅望月  | 余偉文之女友                 |
| 吳耀漢 | 陳 初   | 攝影師 陳家輝之父            |
| 陳少霞 | 梁慧儀  | 梁嘉敏之母 楊天樂之前女友    |
| 邵音音 | 蘇菲亞  | 攝影會副會長                 |
| 陳偉雄 |         | 黑社會                       |
| 李凱賢 |         | 黑社會                       |
| 李幸倪 | 佬 姐   | 羅望月之朋友                 |
| 藍奕邦 | 陳一邦  | 導演                         |
| 麥家瑜 | 菲 菲   | 助導                         |
| 江海迦 | 大Dee   | 助導                         |
| 孫自佑 | 大 師   |                              |
| 黎澤恩 | 朱 明   | 楊天樂之好友                 |
| 譚健文 | Ken     | 楊天樂之好友                 |
| 陳嘉欣 | 娜 娜   |                              |
| 劉亦寧 | Miki    |                              |
| 趙美淇 | 小 敏   |                              |
| 葉晴晴 | Miu Miu | 羅望月之朋友                 |
| 孫曉慧 | 女 皇   | 羅望月之朋友                 |
| 布志綸 | AM      | 羅望月之朋友                 |
| 譚傑明 | PM      | 羅望月之朋友                 |
| 周殷廷 | 大隻仔  | 羅望月之朋友                 |
| 胡佳嬑 | 車 仔   | 羅望月之朋友                 |
| 曾善美 | 小 曼   |                              |
| 張可頤 |         | 心理醫生                     |
| 譚玉瑛 | 史提芬  | 神相                         |
| 周家怡 |         | 情侶                         |
| 陸駿光 |         | 情侶                         |
| 麥子樂 |         | 攝影師                       |
| 何詠雯 |         | 途人                         |
| 豬 欣  |         | 雪糕車老闆                   |

## 電影歌曲
- 主題曲：《沙龍》 
作曲：陳奕迅 
填詞：黃偉文 
主唱：陳奕迅

## 外部連結
- 此情此刻的Facebook專頁

1. ↑  . HK Filmart. 2016-03-12  [2016-04-09]. （原始内容存档于2016-04-20）.
2. ↑  .   [2016-04-10]. （原始内容存档于2021-03-08）.